# Eduard David
Eduard Heinrich Rudolph David, född 11 juni 1863 i Ediger an der Mosel, död 24 december 1930 i Berlin, var en tysk politiker.
David, som var av judisk börd, var först köpman, studerade sedan germanistik och blev filosofie doktor i Giessen, där han 1891-94 var gymnasielärare. Han var 1896-98 socialistisk tidningsredaktör i Mainz och 1896-1908 ledamot av Hessens lantdag, blev 1903 ledamot av tyska riksdagen och tillhörde där socialdemokraternas högerflygel. 
Under första världskriget var han en av de tyska parlamentariker, som 1917 besökte Stockholm för att söka få till stånd en internationell socialistkongress för samförståndsfred. Efter novemberrevolutionen 1918 blev han understatssekreterare i utrikesministeriet, i nationalförsamlingen i Weimar var han 6-12 februari president, inträdde därpå som minister utan portfölj i Philipp Scheidemanns ministär, var juni till oktober samma år inrikesminister i Gustav Bauers ministär och mars till juni 1920 minister utan portfölj i ministären Hermann Müller. David var en av sin tids främsta tyska socialdemokratiska riksdagsdebattörer. I oktober 1921 blev han Tyska rikets representant i Darmstadt.